# کارلوس بوزر
کارلوس آستین بوزر پسر یا بوذر جونیور (به انگلیسی: Carlos Austin Boozer, Jr) یا کارلوس بوزر (زاده ۲۰ نوامبر ۱۹۸۱) در آشافنبورگ در آلمان بازیکن حرفه‌ای بسکتبال ان بی ای است که برای شیکاگو بولز توپ می‌زند.
این ملی‌پوش تیم ملی بسکتبال مردان آمریکا به سبب بازی خود دارای شهرت زیادی در لیگ ان بی ای است.
بوذر به عنوان عضوی از تیم ملی آمریکا مدال برنز المپیک ۲۰۰۴ و مدال طلای المپیک ۲۰۰۸ را کسب کرد.
او در شهر جونو، آلاسکا بزرگ شد و پدرش وقتی که او یک بچه بوده بیرون مدرسه در هوای سرد آلاسکا تمرین بسکتبال می‌کرد. کارلوس با همسرش CeCe در سال ۲۰۰۳ ازدواج کرده و در سال ۲۰۰۹ از هم جدا شدند. آنها سه تا بچه دارند. کارلوس یک برادر کوچکتر به نام کارلس دارد که قبلاً برای Iowa State Cyclones بازی می‌کرد. گزارش شده که بوذر با Michelle Money هنرپیشهٔ هالیوود رابطه داشته که Money خودش بعداً این مسئله رو تأیید کرده.
بوذر دارای ۲٫۰۶ قد و ۱۲۱ کیلوگرم وزن هست. این بازیکن از سال ۱۹۹۹ تا ۲۰۰۲ در کالج Duke بازی کرده و در سال ۲۰۰۱ با این تیم قهرمان NCAA شده. فاصلهٔ سال‌های ۲۰۰۲ تا ۲۰۰۴ رو برای کیلیولند کاوالیرز بازی کرده و بعد از اون به یوتا جاز رفته و تا سال ۲۰۱۰ برای این تیم بازی کرده. از سال ۲۰۱۰ تا ۲۰۱۴ در شیکاگو بولز بازی می‌کرد. بوذر توانایی دو دست بازی کردن خودش رو مدیون پدرش می‌دونه.

## مقام‌های کسب شده
- دو بار حضور در آل-استار
- مدال برنز با تیم آمریکا در المپیک ۲۰۰۴
- مدال طلا با تیم آمریکا در المپیک ۲۰۰۸